# Arroyo de Pintueles
El arroyo Doble, o de Pintueles, es un curso de agua del norte de la península ibérica, afluente del Piloña. Discurre por la provincia española de Asturias.

## Descripción
El riachuelo, que discurre por el municipio de Piloña, tendría su origen en este. Pasa entre las parroquias de Pintueles y Lodeña y termina desembocando en el río Piloña cerca del monte Cayón. Aparece descrito en el decimotercer volumen del Diccionario geográfico-estadístico-histórico de España y sus posesiones de Ultramar de Pascual Madoz de la siguiente manera:

PINTUELES: riach. en la prov. de Oviedo, part. jud. de Infiesto: nace en el monte Pedroso, ayunt. de Piloña; durante su curso de N. á S., separa los térm. de las felig. de San Cristóbal de Pintueles y Sta. María de Lodeña, y atravesando por el monte Cayon confluye en el r. Piloña en el vado de la Caña, donde tiene un puente de piedra con un arco de antiquísima fáb.: sus aguas fertilizan algunas tierras, dan impulso á distintos molinos, y crian pesca menuda.
(Madoz, 1849, p. 43)

En el Mapa Topográfico Nacional el tramo final del río que desemboca en el Piloña recibe el nombre de «arroyo Doble».